# Швабах
Шва́бах (нем. и бав. Schwabach) — город в Средней Франконии (Бавария). В конце XIX века выделялся как крупный производитель швейных принадлежностей, а также золотой, серебряной, медной и железной проволоки, чеканных изделий, мыла, свечей, фаянсовых печей. В XXI веке здесь работает крупный производитель лабораторного оборудования Heidolph.

## Население
По оценке на 31 декабря 2015 года население межрайонного города (городской общины) Швабах составляет 40 428 чел. 

| Дата      | 1840 | 1871 | 1900  | 1925  | 1939  | 1950  | 1961  | 1970  | 1987  | 2011  |
| --------- | ---- | ---- | ----- | ----- | ----- | ----- | ----- | ----- | ----- | ----- |
| Население | 8507 | 8461 | 11120 | 13696 | 17612 | 24371 | 27129 | 30790 | 33539 | 38469 |

| Год       | 1960  | 1970  | 1980  | 1990  | 2000  | 2009  | 2010  | 2011  | 2012  | 2013  | 2014  | 2015  |
| --------- | ----- | ----- | ----- | ----- | ----- | ----- | ----- | ----- | ----- | ----- | ----- | ----- |
| Население | 26380 | 31268 | 35387 | 35514 | 38213 | 38751 | 38879 | 38610 | 39137 | 39546 | 39941 | 40428 |

## Известные уроженцы и жители
- Адольф Гензельт — пианист и композитор XIX века
- Адам Крафт — известный немецкий скульптор XV-XVI веков
- Иоганн Готтфрид Цинн — немецкий медик и ботаник, член Берлинской академии наук.